# 三木亮平
三木 亮平（みき りょうへい、1978年3月24日 - ）は、日本のラグビー選手。

## プロフィール
- 京都府出身[1]。
- ポジションはウィング(WTB)。
- 身長 187cm、体重 90kg
- 日本代表キャップは9。（2016年11月現在）
- 7人制日本代表に選ばれたことがある[2]。

## 略歴
1996年、京都学園高校卒業後、龍谷大学に入る。
1999年、ラグビーワールドカップ1999の日本代表に選ばれる。
2000年、龍谷大学卒業後、トヨタ自動車（現・トヨタ自動車ヴェルブリッツ）に加入。
2001年、ラグビーワールドカップセブンズ2001の7人制日本代表に選出された。
2004年、ワールドファイティングブルに加入。
2005年、ラグビーワールドカップセブンズ2005の7人制日本代表に選出され、ホンダヒートに加入。
2008年、三洋電機ワイルドナイツに加入。
2011年、パナソニック ワイルドナイツを退団した。